# 274 هـ
274 هـ هي سنة في التقويم الهجري امتدت مقابلةً في التقويم الميلادي بين سنتي 887 و888.

## وفيات
- عبد الملك الميموني
- عباس بن فرناس

- أبو بكر أحمد بن محمد الحجاج المروزي، صاحب الإمام أحمد
- أحمد بن محمد بن غالب بن خالد بن مرداس أبو عبد الله الباهلي البصري المعروف بغلام خليل
- أبو سعيد الحسن بن الحسين بن عبد الله بن البكري النحوي اللغوي، صاحب التصانيف.
- أبو داود السجستاني صاحب السنن